# 제니퍼 그레이
제니퍼 그레이(Jennifer Grey, 1960년 3월 26일 ~ )는 미국의 배우이다. 《더티 댄싱》(1987)으로 1988년 제45회 골든 글로브상 코미디·뮤지컬 영화 부문 여우주연상 후보에 지명되었다. 《댄싱 위드 더 스타》 2010년 시즌 11 우승자이다.

## 출연 작품

### 영화
- 코튼 클럽 (1984)
- 더티 댄싱 (1987)
- 구두가 발에 맞는다면 (1990)

### 텔레비전
- 하우스 (2010)
- 댄싱 위드 더 스타 (2010) - 경쟁자